# Fern Brady
Fern Brady (* 26. Mai 1986 in Bathgate, Schottland) ist eine schottische Komikerin, Autorin und Podcasterin. 2021 wurde bei ihr eine Autismus-Spektrum-Störung diagnostiziert, seither setzt sie sich für Aufklärung zu diesem Thema ein.

## Leben
Brady wurde 1986 im schottischen Bathgate geboren. Ihr Vater arbeitete bei einer Lastwagenfirma und ihre Mutter bei Tesco. Ihre Familie ist katholisch und stammt teilweise aus der irischen Stadt Donegal, die sie in ihrer Kindheit oft besuchte.  Ihre Eltern ließen sich scheiden. Mit 15 wurde sie aufgrund mentaler Probleme in eine Klinik eingewiesen, die sie nach einem Jahr wieder verlassen konnte.
Brady studierte an der University of Edinburgh zunächst Arabisch und Islamische Geschichte, wechselte aber schon nach einem Monat zu Englisch. Dort war sie außerdem Redakteurin für die Studierendenzeitung The Student. Ihr Studium finanzierte sie sich als Stripperin, wodurch sie sich zunehmend mit dem Feminismus auseinandersetzte. In ihrer Familie stieß dieser Nebenverdienst auf Ablehnung. Später in ihrer Studienzeit begann sie als Reporterin zu arbeiten, fand das Berichten über Lokalnachrichten jedoch nicht interessant. Im Zuge dieser Anstellung kam sie erstmals mit Stand-Up Comedy in Kontakt und wagte daraufhin, selbst aufzutreten. Bei ihren ersten Auftritten blieb der Erfolg zunächst aus, und sie traf außerdem auf Sexismus innerhalb der Szene sowie Rivalität zwischen Komikerinnen.

## Karriere
Ihren ersten professionellen Auftritt absolvierte sie im Mai 2010. Beim Edinburgh Festival Fringe erreichte sie 2011 das Finale des So You Think You're Funny Wettbewerbs für Newcomer und belegte dort den geteilten dritten Platz. 2014 trat sie in den Unterhaltungssendungen 8 out of 10 Cats und Seann Walsh's Late Night Comedy Spectacular auf. Als Unterstützung für Frankie Boyle tourte sie 2018 durch das Vereinigte Königreich und nahm im darauffolgenden Jahr an einer Folge von Frankie Boyle's New World Order teil.
Ebenfalls 2018 trat sie bei Live at the Apollo auf.
2021 moderierte sie zusammen mit Ivo Graham und Darren Harriott British as Folk, wobei die drei durch Großbritannien reisen und die lokale Bevölkerung kennenlernen. 2022 tourte sie mit ihrer eigene Show Autistic Bikini Queen. In demselben Jahr nahm sie an der 14. Staffel von Taskmaster teil und belegte dort zusammen mit John Kearns den geteilten letzten Platz. 2023 tourte sie mit dem Programm I Gave You Milk to Drink.
Zusammen mit Alison Spittle startete sie im Jahre 2020 den Podcast Wheel of Misfortune für die BBC, den sie 2022 wieder verließ.
2023 erschienen ihre Memoiren Strong Female Character, worin sie auch ihre Autismus-Spektrum-Störung thematisiert und warum diese bei Frauen oft sehr spät erkannt wird. Das Werk erhielt den Nero Book Award 2023 in der Kategorie „non-fiction“ und den British Book Award 2024 in der Kategorie „best non-fiction audiobook“.

## Autismus-Spektrum-Störung
Schon in ihren Jugendjahren vermutete Brady, dass sie eine Autismus-Spektrum-Störung haben könne. Diese Vermutung rührt von häufigen aggressiven Zusammenbrüchen in reizüberflutenden Situationen sowie Problemen bei sozialen Interaktionen her. Als sie deswegen mit 15 einen Arzt aufsuchte, entgegnete dieser, das könne nicht sein, da sie Augenkontakt halten würde und einen Freund habe. Stattdessen wurde sie mit Zwangsstörungen und Depressionen diagnostiziert, woraufhin sie in eine psychiatrische Klinik eingewiesen wurde. Diese verließ sie ein Jahr später und wurde erst 2021 richtig diagnostiziert. Eines ihrer Symptome ist Alexithymie. Sie vertritt die Meinung, dass es sich bei ihrer Autismus-Spektrum-Störung und Neurodiversität weder um eine Krankheit noch eine Superkraft handele, sondern tritt für eine neutrale Sichtweise darauf ein. Gleichzeitig betont sie, dass sie sich deswegen nicht so sehr an anderen Frauen orientiert habe und dadurch ihren eigenen Weg entgegen Gruppenzwängen und Geschlechterrollen gegangen sei.
Nach ihrer Diagnose lehnte sie Angebote für eine Dokumentation zu dem Thema ab, da sie keine Sendung drehen wollte, bei der sie sich „auf eine Reise begibt und bei Minute 45 zu weinen beginnt“. Stattdessen nahm sie an Taskmaster teil, um entgegen einigen Klischees zu zeigen, dass auch neurodiverse Menschen an einer Sendung teilnehmen können, bei der es um Problemlösung geht. Sie hatte dabei auch das Gefühl, stärker als bei klassischen Panel-Shows sie selbst sein zu können. Des Weiteren verfasste sie Strong Female Character, da sie der Meinung war, in einem Buch intimer dem Leser gegenüber werden zu können als in einer Dokumentation oder einem Bühnenauftritt.

## Privatleben
Brady ist bisexuell und lebt mit ihrem Partner sowie mehreren Katzen in London. In ihrer Freizeit spielt sie Klavier und ist leidenschaftliche Gewichtheberin.

## Filmografie
- 2014: 8 out of 10 Cats (Fernsehsendung, 1 Folge)
- 2014: Seann Walsh's Late Night Comedy Spectacular (Fernsehsendung, 1 Folge)
- 2018: Live at the Apollo (Fernsehsendung, 1 Folge)
- 2021: British as Folk (Fernsehsendung, 1. Staffel)
- 2022: Taskmaster (Fernsehsendung, 14. Staffel)
- 2024: Autistic Bikini Queen (Netflix Special, 1 Folge)

## Werke
- Strong Female Character Biografie, Octopus Publishing, London 2023, ISBN 978-1-914240-47-8 (Stand 2025 nicht auf Deutsch erschienen)